# Stiftung Bahn-Sozialwerk
Die Stiftung Bahn-Sozialwerk (BSW) ist eine betriebliche Sozialeinrichtung der Deutschen Bahn und des Bundeseisenbahnvermögens. Gemeinsam mit der mildtätigen Stiftung Eisenbahn-Waisenhort (EWH) bietet die Stiftung BSW unter der Dachmarke Stiftungsfamilie BSW & EWH soziale Unterstützung für aktive und ehemalige Bahnbeschäftigte sowie für deren Familien.

## Geschichte
Als Vorläufer der heutigen Stiftung BSW entstand bereits 1904 der Verband Deutscher Eisenbahnvereine. Das Bahn-Sozialwerk war über neun Jahrzehnte ein wesentlicher Bestandteil des Sozialbereichs der Deutschen Bundes- und der Deutschen Reichsbahn. In Folge der Bahnreform 1994 wurde am 1. Januar 1997 die Stiftung Bahn-Sozialwerk (BSW) bei gleichzeitiger Zusammenführung des Bundesbahn- und des Bahn-Sozialwerkes der Deutschen Reichsbahn gegründet. 2018 ist schließlich die gemeinsame Dachmarke Stiftungsfamilie BSW & EWH für die Stiftung BSW und die Stiftung EWH der weiterhin rechtlich selbstständigen Stiftungen gebildet worden.